# Berufsverbot
Berufsverbot is een juridische term, waarmee de Duitse wet aan iemand kan verbieden om een beroep uit te oefenen. Bijvoorbeeld mag iemand, die veroordeeld is wegens een delict bij een faillissement, voor vijf jaar geen zaak leiden.
Historisch hebben enkele regimes in Duitsland aan tegenstanders de uitoefening van een beroep verboden:
- In 1933 werd in nazi-Duitsland het Berufsbeamtengesetz ingevoerd, waardoor Joden en politieke tegenstanders van de nationaalsocialisten werden uitgesloten van bepaalde beroepen.
- Direct na 1945 legden de geallieerde bezetters aan een aantal nazi-cineasten een verbod op om hun werk verder uit te voeren.

Daarnaast hebben verschillende democratische regeringen van Duitsland uitgesloten dat politieke extremisten ambtenaar mogen worden. Deze maatregelen zijn ontstaan als reactie op de politieke situatie in de Weimarrepubliek waarbij nationaalsocialisten en communisten het functioneren van het democratisch bestel onmogelijk maakten hetgeen uiteindelijk leidde tot het aan de macht komen van Adolf Hitler.
Daardoor wordt het historisch belaste woord Berufsverbot vaak polemisch gebruikt, vooral voor het in 1972 ingestelde zogeheten Radikalenerlass van SPD-kanselier Willy Brandt, waarbij als extremisten beoordeelden werden uitgesloten als ambtenaar. Deze laatste maatregel was gericht tegen mensen met radicale opvattingen en sympathisanten van linkse partijen en actiegroepen. Het was vooral bedoeld als antwoord op de acties van de Rote Armee Fraktion. Bij de sollicitanten werd in ongeveer 1,4 miljoen gevallen een antecedentenonderzoek door het Bundesamt für Verfassungsschutz gedaan, op grond waarvan 1100 mensen afgewezen. Enkele honderden ambtenaren werden ontslagen en tegen duizenden werden disciplinaire maatregelen getroffen. Vanaf 1985 werd deze regeling afgeschaft en/of vervangen door andere minder ingrijpende wetten.